# Ramularius unicolor
Ramularius unicolor är en skalbaggsart som beskrevs av Stefan von Breuning 1940. Ramularius unicolor ingår i släktet Ramularius och familjen långhorningar. Inga underarter finns listade i Catalogue of Life.